# Tarrés
Pour les articles homonymes, voir Tarrés (homonymie).
Tarrés est une commune de la province de Lérida, en Catalogne, en Espagne, de la comarque de Garrigues